# Jan Masaryk
Jan Masaryk (født 14. september 1886, død 10. marts 1948) var en tjekkoslovakisk statsmand, søn af Tjekkoslovakiets første præsident Tomáš Garrigue Masaryk.
Efter Tjekkoslovakiets oprettelse i 1918 var han ansat i udenrigstjenesten, bl.a. som den første tjekkoslovakiske chargé d'affaires i USA i 1919 – 1920 og ambassadør i London 1925 – 1938. I protest mod underskrivelsen af Münchenaftalen abdicerede han og søgte politisk asyl i Storbritannien. Fra 1940 fungerede han som udenrigsminister i den tjekkoslovakiske eksilregering i London, og han fortsatte på denne post i Prag efter befrielsen i 1945. Han var en fremtrædende fortaler for samarbejde mellem Øst og Vest.
I 1948 kom det kommunistiske kup, og Masaryk fortsatte på udenrigsministerposten, selv om han ikke var kommunist. Den 10. marts 1948 blev Masaryk fundet død iført pyjamas neden for sit badeværelsesvindue i Udenrigsministeriet i Černín-palæet. Der er stadig uenighed om, hvorvidt han selv havde kastet sig ud for at begå selvmord, eller om han blev kastet ud.
Kort efter opdagelsen af dødsfaldet overførte Indenrigsministeriet efterforskningen fra kriminal- til sikkerhedspolitiet, hvis undersøgelse fastslog, at der var tale om selvmord. Efterforskningen blev genåbnet ved foråret i Prag i 1968, men den nåede ikke at blive afsluttet, før Warszawapagtens invasion af Tjekkoslovakiet igen standsede den. Efter Fløjlsrevolutionen blev nye undersøgelser påbegyndt i 1993, og bøger om dødsfaldet har peget på den sovjetiske sikkerhedstjeneste KGB som skyldige. En ny politiundersøgelse konkluderede i 2004, at der var tale om et mord. Mange ikke-kommunistiske tjekker betragtede allerede i samtiden defenestrationen af Masaryk som et mord, hvilket kom til udtryk i talemåden "Jan Masaryk var et så ordentligt menneske, at han lukkede vinduet bag sig, da han hoppede ud."